# Ндоци, Фредерик
Фредерик Ндоци (алб. Frederik Ndoci, род. 9 февраля 1960 в Шкодере, Албания) — албанский певец и киноактёр, представитель Албании на конкурсе песни Евровидение 2007. Победитель конкурса «Festivali i Këngës» в 1989 и 2007, лауреат нескольких премий «Грэмми» и IMA.

## Биография
Фредерик родился 9 февраля 1960 в артистической семье: старшая сестра Рита — театральная актриса, а младшая Джулия — профессиональная певица. Ндочи начал карьеру как актёр, снявшись в 1983 в фильме «Fundi i një gjakmarrjeje» (рус. Последняя месть). Впоследствии он снялся ещё в четырёх фильмах в период с 1984 по 1989. В 1989 принимает участие в местном музыкальном фестивале «Festivali i Këngës». Выступление проходит довольно успешно, и конкурсная композиция, «Toka e Diellit» (рус. Солнечная земля) занимает первое место. После этого события Фредерик Ндочи решает окончательно связать свою карьеру с музыкой.
В 2007 исполнитель вновь решает принять участие на «Festivali i Këngës» (с 2004 этот фестиваль стал отборочным туром на конкурс Евровидение). Исполнив вместе с женой Аидой (уже бывшей) фолк-балладу «Balada e gurit» (рус. Баллада о камне), певец снова становится победителем конкурса, набрав 55 очков и опередив пятнадцать других популярных албанских исполнителей. Победа в «Festivali i Këngës» предоставила дуэту возможность представить свою страну на предстоящем Евровидении. На конкурсе была исполнена англоязычная версия оригинальной песни — «Hear my plea» (рус. Услышь мою мольбу). К сожалению, в полуфинале композиция заняла лишь семнадцатое место с результатом в 49 баллов, что не дало конкурсантам пройти в финал конкурса. На данный момент этот результат является худшим за всю историю участия Албании на Евровидении.
29 декабря вновь выступил на «Festivali i Këngës» с балладой «Oh… jeta ime» (рус. Ах, моя жизнь...), но не набрав ни одного балла, финишировал последним.

## Дискография
- Canta Frederik (1995)
- Sono Gitano (2001)
- Vitet Gri (2002)
- Frederik & Friends (2002)
- Romance (2005)
- Canterina (2005)

## Фильмография
- Fundi i një gjakmarrjeje (1983)
- Dasma e shtyrë (1985)
- Kur hapen dyert e jetës (1986)
- Flutura në kabinën time (1988)
- Edhe kështu, edhe ashtu (1989)